# Antoine Étex
Antoine Étex (Parijs, 20 maart 1808 - Chaville (Hauts-de-Seine), 14 juli 1888) was een Frans beeldhouwer, kunstschilder en architect. Hij werkte in de stijl van de romantiek.

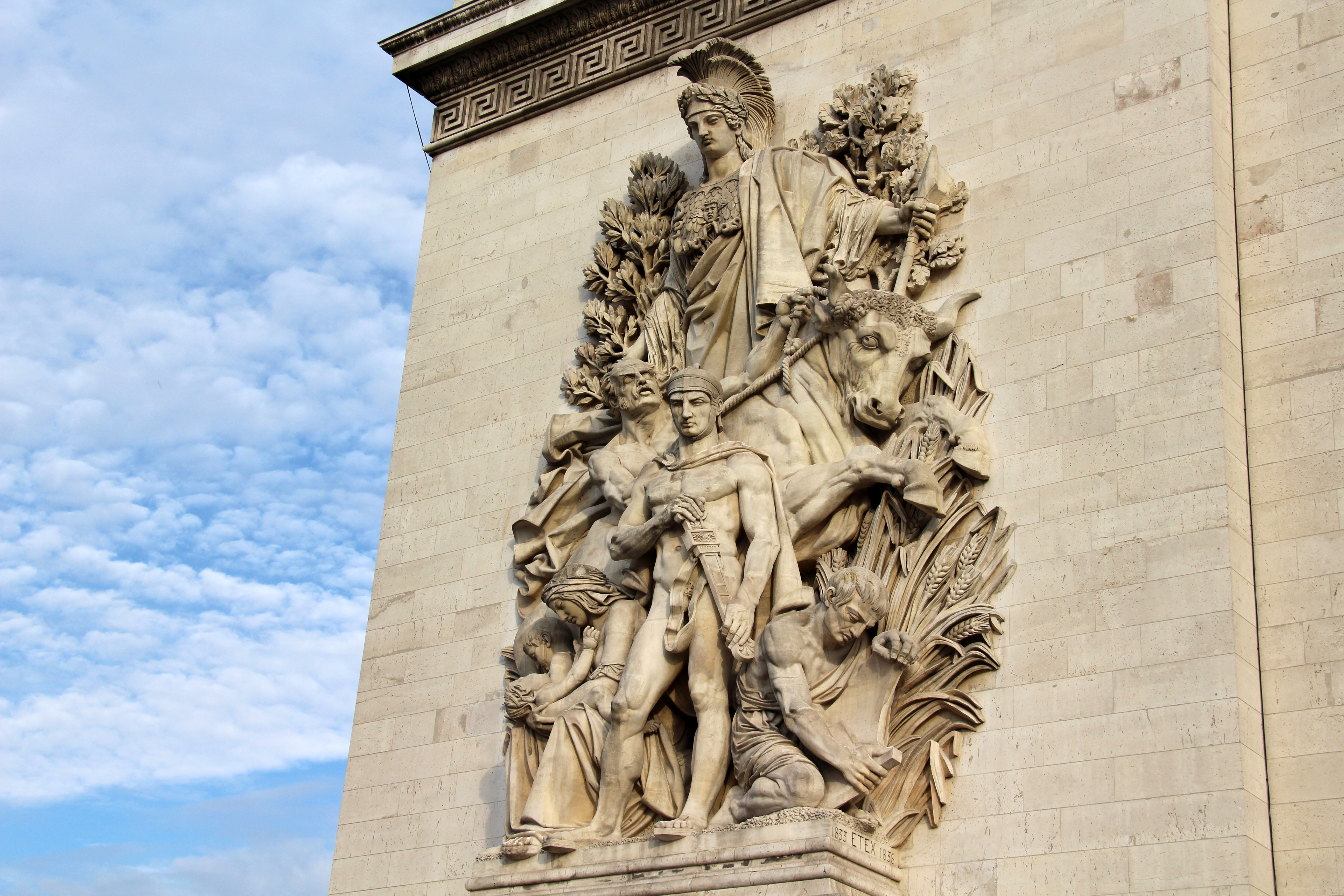
De Vrede van 1815 op de Arc de Triomphe.

Étex verzorgde twee reliëfs voor de Arc de Triomphe: La Résistance de 1814 (verwijst naar de Zesde Coalitieoorlog) en La Paix de 1815 (verwijst naar het Verdrag van Parijs).
- Bibliothèque nationale de France: cb130148468 (data)
- Gemeinsame Normdatei: 116585250
- International Standard Name Identifier: 0000 0000 8108 8016
- Library of Congress Control Number: nr97039165
- Base Léonore: LH//911/25
- RKD-Nederlands Instituut voor Kunstgeschiedenis: 26751
- SNAC: w6736xgr
- Système universitaire de documentation: 078906172
- Union List of Artist Names: 500000486
- Virtual International Authority File: 29666132
- WorldCat: E39PBJcRdBDCvJT4wmCwVFfjG3